# کوبری (نیومکزیکو)
کوبری (به انگلیسی: Cobre) یک منطقهٔ مسکونی در ایالات متحده آمریکا است که در نیومکزیکو واقع شده‌است. کوبری ۳۹ نفر جمعیت دارد و ۱٬۸۲۶٫۹۹ متر بالاتر از سطح دریا واقع شده‌است.